# 珍妮佛·貝爾
珍妮佛·貝爾（英語：Jennifer Beals，1963年12月19日—）是一位美國女演員。知名作品有電影《閃舞》的亞莉克·歐文斯(Alex Owens)及電視劇《拉字至上》中的貝特·波特(Bette Porter)，曾獲得全國有色人種進步協會形象獎和金球獎最佳音樂及喜劇類電影女主角提名。

## 早年生活
貝爾出生於美國伊利諾伊州芝加哥，父親是非裔美國人，母親是愛爾蘭裔白人，她有兩個兄弟。父親在她9歲時去世。貝爾的黑白混血兒身分影響了她的人生，讓她感覺「永遠是局外人」。高中時期，校園表演《屋頂上的提琴手》飾演Hodel、以及在荒原狼劇院擔任志工時看了舞台劇《芳香樹脂》，這兩點激發她想成為一名演員，參加了Goodman Theatre舉辦的青少年戲劇工作坊。1987 年畢業於耶魯大學，獲得美國文學學士學位。

## 職業生涯

### 電影
貝爾在青少年時期曾擔任模特兒。1980年，在電影《我的保鏢》中客串了一個小角色，是她的大螢幕初登場。貝爾高中三年級時，參加電影《閃舞》試鏡，導演阿德里安·萊恩發現貝爾身上有一種「脆弱的特質」，最後在眾多競爭者中脫穎而出，主演電影《閃舞》，飾演白天是焊工、晚上是性感舞者的少女Alex，渴望成為專業芭蕾舞者的勵志成長故事，上映後迅速席捲全球獲得空前成功，成為1983年美國票房第三高的電影，並讓貝爾獲得金球獎最佳音樂及喜劇類電影女主角提名，片中領口過大露肩毛衣、服裝髮型也成為流行指標，讓貝爾成為全球青少年偶像。
《閃舞》讓貝爾聲名大噪，但她卻表示「我真的完全不知道發生了什麼，我更關心我的期中考和學業，以及我要去哪裡洗衣服。」因拍攝《閃舞》已大學延畢一年，在不影響學業的情況下，只在暑假空檔拍攝了一部電影《人造新娘》(與歌手史汀共同主演)。1987年從耶魯大學畢業後，貝爾才正式開始她的演藝生涯，主演多部電影，包括《吸血鬼之吻》(與尼古拉斯‧凱奇共同主演)、《藍衣魔鬼》(與丹佐‧華盛頓共同主演)、《鬼謎藏》等，並於《失控的陪審團》、《小鬼交鋒》、《奪天書》、《最幸運的女孩》等電影擔任重要角色。

### 電視劇
2004年，貝爾在首部以女同志為主題的電視劇《拉字至上》中飾演女主角貝特·波特(Bette Porter)，這是她第一次主演完整的長篇劇集，也是她第一次飾演女同志角色。在飾演貝特初期，貝爾更多專注在研究藝術總監這個職業，而不是她的女同志身分，因為「貝特對她所做的工作如此著迷」。《拉字至上》播出後迅速登上收視高點成為熱播劇，「貝特·波特」這個角色在女同志權威網站AfterEllen.com評選為最受喜愛的 50 位女性電視角色中排名第 10 位，貝爾並以此劇多次獲得全國有色人種進步協會形象獎提名。此外，《拉字至上》第5季中貝特與畢生摯愛蒂娜困在電梯的對手戲，讓她與飾演蒂娜的勞雷爾‧霍勒曼共同獲得2009年Bravo A-List Award「電視最性感時刻獎」。《拉字至上》於 2009 年 3 月播畢，共播出六季。
其後，貝爾主演FOX電視劇《芝加哥風雲》、TNT超自然醫學劇《靈動證據》、WIGS電視劇《Lauren》、NBC電視劇《即刻救援(電視版)》。此外，貝爾還接演了熱播劇《千謊百計》飾演蒂姆·羅斯的前妻佐伊，並於多部電視劇如《波巴·費特之書》、《法網遊龍：組織犯罪》、《夜班醫生》、《最後的大亨》、《沼澤異形》中擔任重要角色。
2019年，貝爾在《拉字至上》續作《拉字至上：Q 世代》中再次飾演貝特·波特，並擔任該劇的執行製作人。

## 私人生活
貝爾於1986年與導演亞歷山大·洛克威爾 (Alexandre Rockwell)結婚，1996年離婚。1998年，她與加拿大企業家肯·迪臣(Ken Dixon) 結婚。2005年10月18日，貝爾生下了他們的女兒。迪臣還有前一段婚姻所生的兩個孩子。
貝爾斯是功夫、散打和跆拳道的練習者，還是鐵人三項運動員，同時也是一名攝影師，並以她已婚的姓氏Dixon舉辦過以攝影展。1989 年，她在海地拍攝選舉紀錄。在《拉字至上》六季拍攝結束後，貝爾出版了一本關於紀錄本劇拍攝期間的攝影集，其中有她自己的照片。
貝爾形容自己是一個重視精神生活的人。她對聖經和天主教以及她曾考慮皈依的猶太教表現出興趣，目前是一名佛教徒。
她一直是同志權利的積極倡導者，她說：「我認為自己在《拉字至上》飾演貝特·波特六年後，已經是同志社區的榮譽成員。」貝爾於2006年擔任舊金山同志驕傲遊行的名人大禮官。2012年10月，她獲得了人權運動的平等盟友獎，以表彰她對LGBT的傑出支持。

## 逸事
- 貝爾獲得《閃舞》女主角有兩個說法。其一是時任派拉蒙首席執行官麥可·艾斯納拿著女主角決選名單，訪問工作室內所有的女秘書「妳最喜歡那一位女演員」，貝爾獲勝。但《閃舞》編劇之一喬·伊斯特哈斯（英语：Joe Eszterhas）則說，麥可·艾斯納是問劇組所有男性工作人員「你最想跟哪一位上床？」[6]
- 2005年，貝爾拍攝《拉字至上》第三季時懷孕，因貝爾不想在讓劇中角色Bette也懷孕，因此第三季拍攝盡量迴避全身，多半以臉部特寫鏡頭代替。[24]

## 影劇作品

### 電影
- 《閃舞》（1983年）
- 《人造新娘（英语：The Bride）》（1985年）
- 《吸血鬼之吻（英语：Vampire's Kiss）》(1988年)
- 《進退兩難（英语：In the Soup）》(1992年)
- 《藍衣魔鬼（英语：Devil in a Blue Dress）》(1995年)
- 《真愛大吐槽（英语：The Anniversary Party）》（2001年）
- 《13個月（英语：13 Moons）》（2002年）
- 《震撼性教育（英语：Roger Dodger）》（2002年）
- 《失控的陪審團（英语：Runaway Jury）》（2003年）
- 《小鬼交鋒（英语：Catch That Kid）》（2004年）
- 《鬼謎藏》（2006年）
- 《心靈暗湧（英语：Troubled Water）》（2006年）
- 《王后遊戲（英语：Queen to Play）》（2009年）
- 《奪天書》（2010年）
- 《還有機會說再見》(2017年)
- 《白蘭香（英语：The White Orchid(2018)）》(2018年)
- 《禁忌世代：邂逅（英语：After (2019 film)）》(2019年)
- 《最幸運的女孩（英语：Luckiest Girl Alive）》(2022年)

### 電視劇
- 《歡樂一家親》（2004年）
- 《拉字至上》（2004年–2009年）
- 《法網遊龍》（2007年）
- 《千謊百計》（2009年–2011年）
- 《芝加哥風雲（英语：The Chicago Code）》（2011年）
- 《Lauren》(2012年-2013年)
- 《靈動證據》(2015年)
- 《夜班醫生》（2016年）
- 《最後的大亨》(2017年)
- 《即刻救援(電視版)（英语：Taken (2017 TV series)）》（2017年–2018年）
- 《沼澤異形》(2019年)
- 《拉字至上：Q世代》（2019年–2023年）
- 《波巴費特之書》(2021年)
- 《法網遊龍：組織犯罪（英语：Law & Order: Organized Crime）》(2022年)

## 外部連結
- 珍妮佛·貝爾官方網站 （页面存档备份，存于）
- 珍妮佛·貝爾在互联网电影资料库（IMDb）上的資料（英文）
- 在AllMovie上珍妮佛·貝爾的頁面（英文）
- 貝特·波特：《拉字至上》維基 （页面存档备份，存于）